# Italia

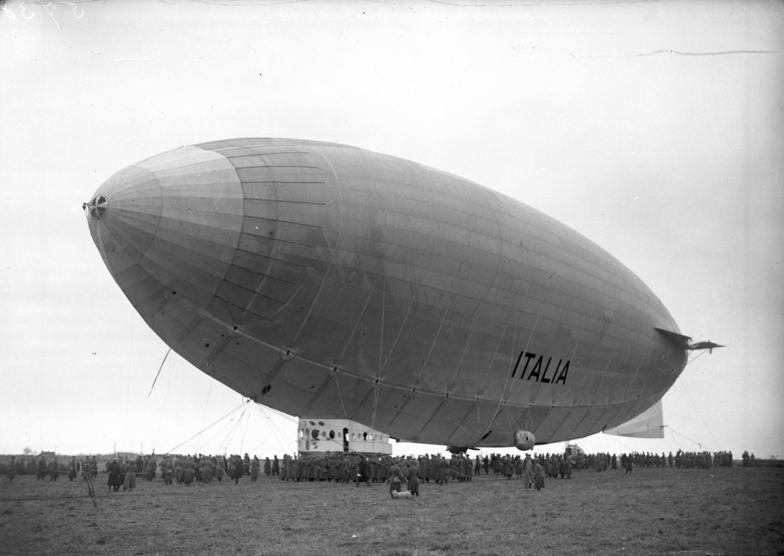
Italia přistává ve Stolpu, 1928

Italia byla poloztužená vzducholoď, na které podnikl její konstruktér a kapitán Umberto Nobile výzkumné výpravy do severních polárních oblastí. Při návratu z výpravy k severnímu pólu vzducholoď dne 25. května 1928 ztroskotala nedaleko Severovýchodní země (Špicberky). Při rozsáhlé záchranné akci, při které zemřel slavný polárník Roald Amundsen, se polovinu z 16 pasažérů, včetně Nobileho a českého vědce Františka Běhounka, podařilo zachránit.

## Parametry vzducholodi
- délka 106 m
- max. průměr tělesa 19,5 m
- objem 19 000 m³

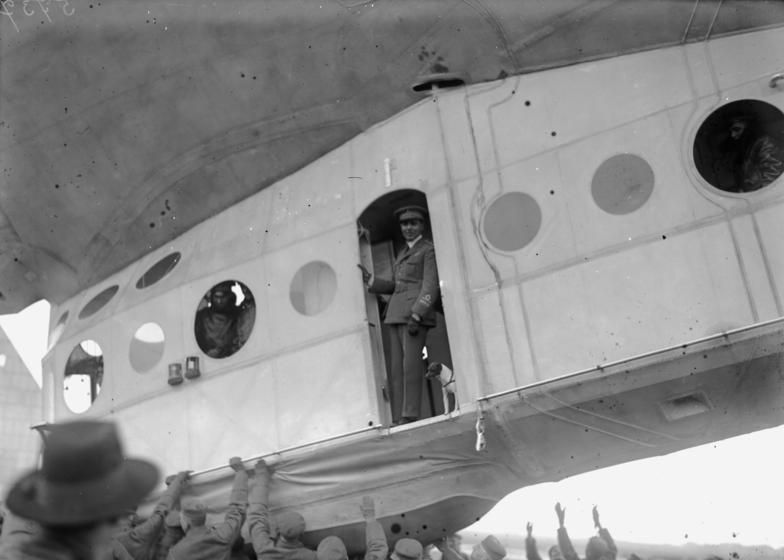
Italia přistává ve Stolpu, detail kabiny s Nobilem ve dveřích

- motory 3 zážehové Maybach 245 HP v samostatných gondolách
- max. rychlost 113 km/h

Jednalo se o sesterskou loď vzducholodi Norge, s níž provedl Nobile spolu s Amundsenem úspěšnou polární expedici v roce 1926. Oproti Norge měla Italia tenčí obal a další vylepšení, která měla snížit hmotnost kostry a tím zvýšit množství užitečného vybavení.

## Polární výprava

### Příprava projektu
Mussoliniho fašistický režim se chlubil už první Nobileho výpravou na vzducholodi Norge (kterou Norsko pro potřeby výpravy koupilo od Itálie). Projekt se měl stát propagandou italského rozvoje a technické vyspělosti. I tak Mussolini výpravu podpořil a Nobile se dočkal po návratu patřičného uznání. To vedlo Mussoliniho k podpoře nového projektu se vzducholodí Italia. Jednou z podmínek bylo, že z nacionalistických důvodů bude posádka téměř výlučně italská. Jedinými cizinci na palubě byli Švéd Finn Malmgren a Čech František Běhounek.

### Posádka

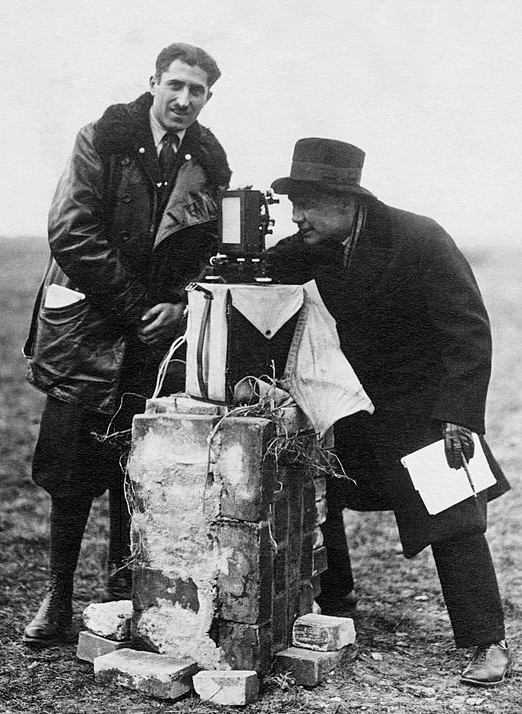
Aldo Pontremoli a Finn Malmgren. Ani jeden z nich výpravu nepřežil.

- gen. Umberto Nobile – velitel výpravy
- Finn Malmgren (†††) – švédský meteorolog a fyzik
- František Běhounek – český fyzik, specialista na elektrické jevy a kosmické záření
- prof. Aldo Pontremoli (†) – fyzik z milánské univerzity, střídal se s Běhounkem v pozorování
- Ugo Lago (†) – zpravodaj italského listu Popolo d'Italia
- korv. kapitán Adalberto Mariano – kapitán vzducholodi, šel s Malmgrenem pro pomoc
- Filippo Zappi, Alfredo Viglieri – důstojníci
- Natale Cecioni – hlavní mechanik
- Giuseppe Biagi – radista
- Felice Trojani – letové přístroje
- Calisto Ciocca (†), Attilio Caratti (†), Vincenzo Pomella (††) – strojníci motorů, por. Ettore Arduino (†) – jejich velitel
- Renato Alessandrini (†) – technik

S šestnácti muži na palubě byl i živý maskot – Nobileho fenka (foxteriér) Titina, která byla také nakonec s osmi přeživšími členy posádky zachráněna.
(†) Zmizeli beze stopy se zbytkem vzducholodi po nárazu.
(††) Zahynul bezprostředně při nárazu na led.
(†††) Zemřel při pokusu dojít pěšky pro pomoc.

### Let a ztroskotání
Nově postavená vzducholoď měla za úkol prozkoumat ze vzduchu další, dosud neznámé polární končiny. Dne 15. dubna 1928 odstartovala z Milána východně kolem Alp na sever přes Moravu. Zde ji zdravili obyvatelé Brna a u Olomouce ji doprovodilo československé letadlo. Nad Jeseníky a Beskydy se dostala do silné bouře, kterou se jí podařilo proletět a trefit na letiště ve Stolpu, dnešním Słupsku. Zde kvůli počasí a zdržení doprovodné lodi Citta di Milano byl let přerušen až do začátku května. Pak loď pokračovala přes Baltské moře, Stockholm a Skandinávii do Vadsø, kde byla další zastávka u stožáru, který zde byl již dříve zbudován kvůli vzducholodi Norge.
6. května 1928 vzducholoď doletěla do Kings Bay na Západních Špicberkách. Poté provedla 15.–18. května úspěšný výzkumný let nad Zemí Františka Josefa. K severnímu pólu odstartovala ráno 23. května. Vzhledem k bouři nad severním pólem jen proletěla a vracela se zpět na základnu. Zatížena námrazou ztroskotala na ledové kře asi 100 km na sever od Severovýchodní země. Z šestnácti členů posádky přežilo katastrofu devět lidí ve velitelské gondole, strojník Pomella byl nalezen mrtvý v utržené motorové gondole a 6 ostatních lidí odletělo v poškozené vzducholodi, kterou zřejmě po ztroskotání zasáhl požár, podle kouře, který trosečníci v dálce pozorovali.

### Trosečníci
Na ledové kře v troskách gondoly a částečně vyhozené kvůli odlehčení vzducholodi dopadlo i množství užitečného vybavení, které trosečníkům umožnilo přežití. Mezi nimi zásoba pemikanu, čokolády a dalších potravin, spací pytel, pokrývka, menší stan, sekerky, lovecký nůž a pistole – výbava pro skupinu, která měla provádět pozorování na severním pólu, ale kvůli počasí se výsadek neuskutečnil. Radistovi Giuseppemu Biagimu se podařilo v troskách najít radiotechnické vybavení a za pomoci nalezených baterií a s využitím trosek improvizovaných antén zprovoznil přijímač i vysílačku (jednolampový přístroj o výkonu 5 W s přímým dosahem 700 km, laditelný v pásmu 30–55 metrů). I s pomocí časového údaje z radiopřijímače a z pomůcek na astronavigaci se jim podařilo určit svou polohu. Ta se lišila o asi 300 km od polohy, kterou chybně určili za letu a odvysílali doprovodné lodi. Potřebovali proto přivolat pomoc, aby se pátrací akce zaměřila do správných míst, což se Biagimu podařilo po dvanácti dnech, vysílání jako první zachytil ruský radioamatér Nikolaj Šmidt ve vzdálenosti 2 400 km, díky odrazu v ionosféře. Došlo však ke zkomolení polohy. Biagi pak celou další noc vysílal zprávu včetně přesné zeměpisné polohy. Vojenským kódem museli další noc kapitánovi Città di Milano potvrdit, že se nejedná o jednu z falešných zpráv, a navázali komunikaci.
Aby v nepřehledné rozeklané polární pustině byli letecky lépe nalezeni, Biagi namaloval na stan příčné pruhy anilinem ze signálních světlic a dal o tom vědět lodi, kde mu dali přezdívku tenda rossa – červený stan, ačkoli barva anilinu byla fialová.
Trosečníky nejvíce trápilo mokro z tajícího mořského ledu o začínajícím létě, s tím související nebezpečí praskání ledu, utrpěná zranění – zejména Nobileho, problémy s vysíláním a jak nastavit improvizovanou anténu. Vpád ledního medvěda do tábora skončil jeho zastřelením pistolí zkušeným Malmgrenem, získali tak zásobu masa a kožešinu.

### Záchranná akce

Ledoborec Krasin během záchranné výpravy

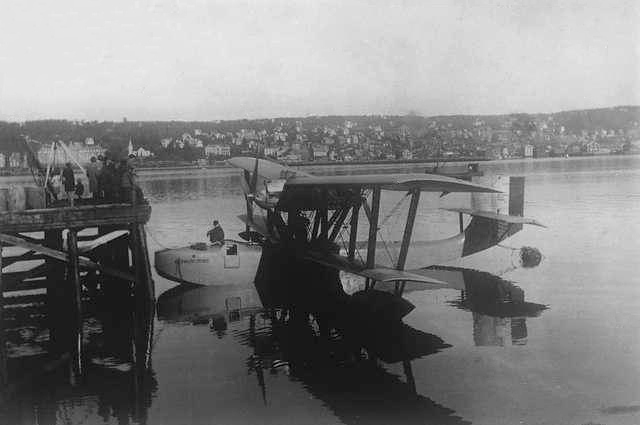
Amundsenův Latham 47

Byla zorganizována rozsáhlá mezinárodní záchranná akce, která vzhledem k jindy napjatým politickým vztahům neměla obdoby. Záchrannou akci ovšem obklopuje několik kontroverzí. Stan ztroskotaných byl poprvé spatřen 20. června. Na místě ztroskotání poprvé přistál o tři dny později švédský letec Einar Lundborg, který přiletěl z italské lodi Citta di Milano. Podařilo se mu přistát a jako prvního s sebou vzal do bezpečí velitele výpravy Nobileho (ve svém letounu Fokker C.V měl pouze jedno dodatečné místo). Za to se poté snesla na Nobileho hlavu kritika. Ukázalo se ovšem, že Nobile se jakožto velitel opravdu chystal opustit místo havárie jako poslední, nicméně Lundborg měl příkaz od italských zachránců, že Nobile musí být bezpodmínečně zachráněn jako první. Nobile byl navíc zraněný, takže to Lundborgově podmínce dodalo váhu. Při druhém letu pro další přeživší sám Lundborg havaroval a musel být posléze zachráněn.
Zbytek posádky Italie byl zachráněn 12. července sovětským ledoborcem Krasin. Do té doby se zachráncům podařilo z letadel shodit pouze zásoby jídla a teplé oblečení.
Při počátečním pátrání po trosečnících zahynul 18. června při havárii francouzského letadla Latham 47 i slavný norský polárník Roald Amundsen, Nobileho bývalý společník, přítel a rival. Tím si Nobile vysloužil zášť norských obyvatel při své cestě zpět do vlasti.

## Odkaz
Nobileho odpůrci v Itálii, prosazující vývoj letectví oproti vzduchoplavbě, havárie využili ve svůj prospěch. Nobile ztratil popularitu a upadl téměř v zapomenutí. S Mussoliniho svolením se dále zabýval vzduchoplavbou v sovětské Moskvě.
Havárií Italie ovšem polární průzkum pomocí vzducholodí neskončil. Severní oblasti Ruska byly ještě jednou v roce 1931 prozkoumávány německou vzducholodí Graf Zeppelin. Tato úspěšná výprava proběhla bez jakýchkoliv problémů, a proto je dnes téměř neznámá.
Český vědec František Běhounek se zabýval výzkumem elektřiny a kosmického záření v polárních oblastech. Běhounek cestu a ztroskotání popsal v knize Trosečníci na kře ledové, později přepracované jako Trosečníci polárního moře.
Podle události vznikl roku 1969 koprodukční italsko-sovětský film Červený stan režiséra Michaila Kalatozova, s Peterem Finchem v roli Nobileho a Seanem Connerym v roli Amundsena, Běhounka hrál Jurij Vizbor. Název filmu odkazuje na fialovočervené barvivo, kterým se trosečníci snažili zvýraznit svoji polohu v bílém poli polární pouště pro průzkumná letadla.